# Karim Kazeem
Karim Kazeem (21 de maio de 1989) é um futebolista Nigeriano, que joga actualmente no Gil Vicente Futebol Clube, emprestado pelo Sporting Clube de Braga.